# François Henri Redslob
Pour les articles homonymes, voir Redslob.
François Henri Redslob, né le 25 mars 1770 à Strasbourg et mort le 23 novembre 1834 dans la même ville, est un pasteur, enseignant et théologien protestant luthérien, qui fut professeur au Gymnase, au Séminaire protestant et à la Faculté de théologie protestante de Strasbourg.

## Hommages
Un monument à sa mémoire est érigé au Temple Neuf, dont le buste a été exécuté par Joachim-Frédéric Kirstein.
Une rue de Strasbourg, dans le quartier de la Robertsau, porte son nom.

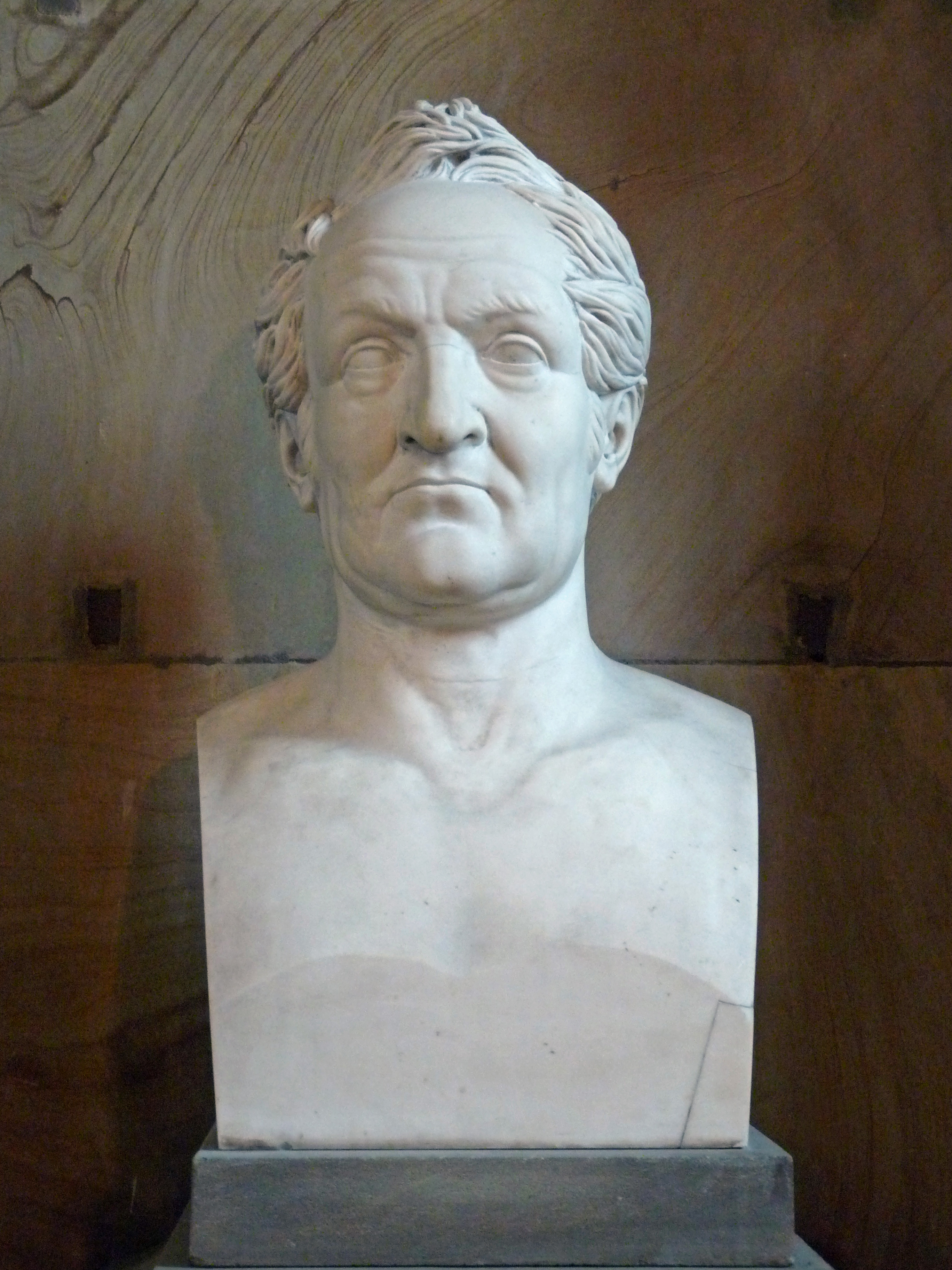
Buste par Joachim-Frédéric Kirstein.
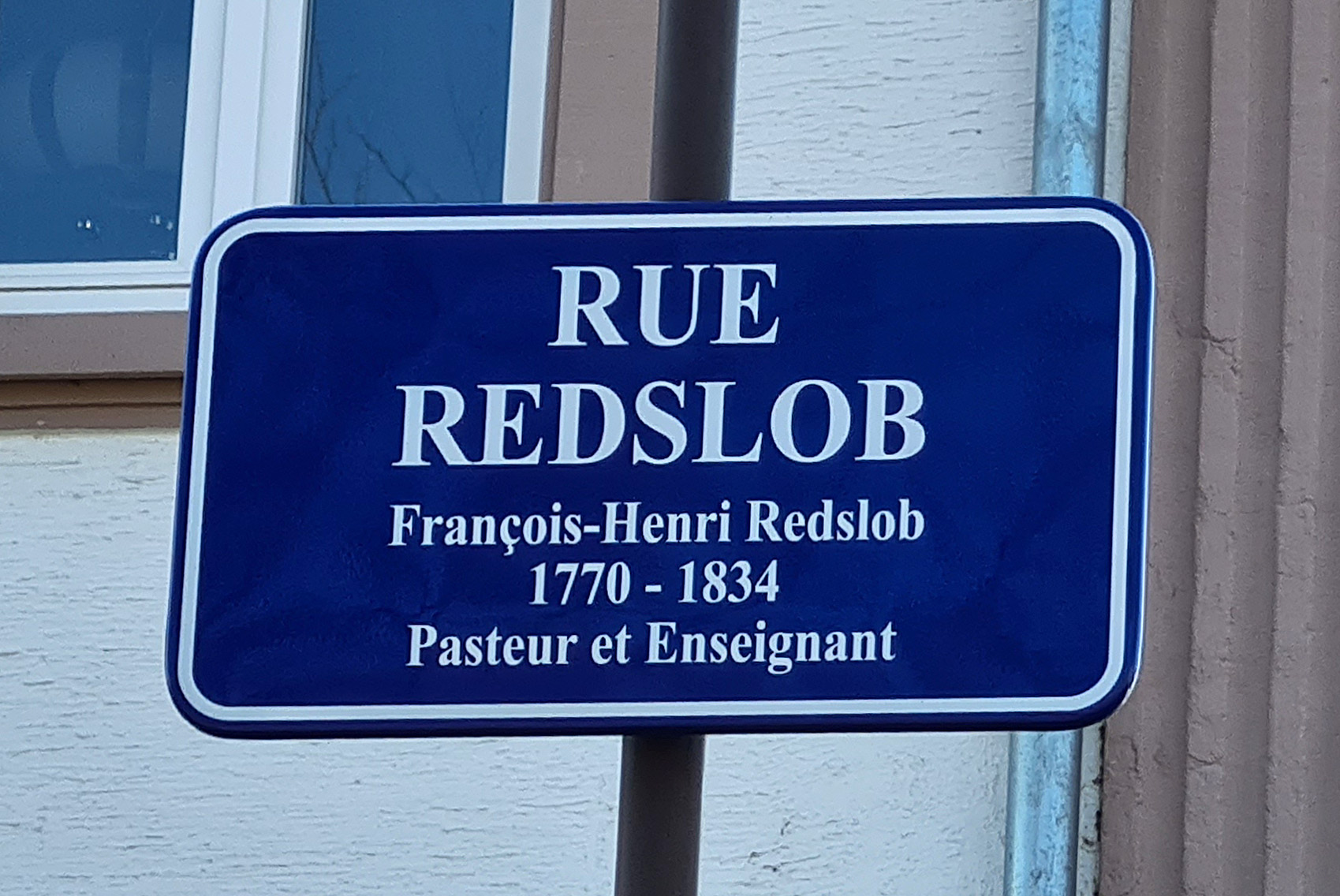
Plaque de rue à la Robertsau.